# Fernando León de Aranoa
Fernando León de Aranoa (Madrid, 26 de maio de 1968) é um diretor e roteirista espanhol.

## Filmografia
| Ano   | Filme                                                  |
| ----- | ------------------------------------------------------ |
| 2021? | El buen patrón                                         |
| 2017  | Loving Pablo                                           |
| 2016  | Política, manual de instrucciones (documentário)       |
| 2015  | Un día perfecto                                        |
| 2010  | Amador                                                 |
| 2007  | Invisibles (documentário, capítulo Buenas noches Ouma) |
| 2005  | Princesas                                              |
| 2002  | Los lunes al sol                                       |
| 2001  | Caminantes (documentário)                              |
| 1998  | Primarias (documentário)                               |
| 1998  | Barrio                                                 |
| 1996  | Familia                                                |
| 1994  | Sirenas (curta-metragem)                               |